# Lift Me Up (Rihanna)
Lift Me Up è un singolo della cantante barbadiana Rihanna, pubblicato il 28 ottobre 2022 come primo estratto dalla colonna sonora Black Panther: Wakanda Forever - Music from and Inspired By.
Il brano ha ricevuto una candidatura ai Premi Oscar 2023 nella categoria migliore canzone, ai Golden Globe 2023 nella categoria migliore canzone originale e ai Critics' Choice Awards.

## Antefatti
Dopo la pubblicazione dell'ottavo album in studio Anti nel 2016, Rihanna ha preso una pausa discografica solista, apparendo unicamente come artista ospite nei singoli Wild Thoughts di DJ Khaled, Loyalty di Kendrick Lamar, Lemon con i N.E.R.D (tutti del 2017) e Believe It' di PartyNextDoor nel 2020.
Successivamente alla nascita del primo figlio della cantante il 13 maggio 2022, Rihanna ha dichiarato di essere al lavoro su nuovo materiale discografico. Il 18 ottobre è stato confermato che la cantante ha inciso due brani per la colonna sonora del film Marvel Black Panther: Wakanda Forever, sequel di Black Panther (2018), una delle quali accreditata per i titoli di coda del film. Oltre a Lift Me Up, Rihanna ha inciso vocalmente il brano Born Again.

## Descrizione
Lift Me Up è il primo estratto dalla colonna sonora del film Black Panther: Wakanda Forever, prodotto e curato interamente dal compositore svedese Ludwig Göransson. Il brano è stato concepito come un tributo nei confronti del compianto attore Chadwick Boseman, protagonista del primo film della saga di Black Panther, morto il 28 agosto 2020 per un tumore al colon.
Lift Me Up è stato scritto dalla stessa Rihanna assieme a Göransson, Ryan Coogler, Muni Long e dalla cantautrice nigeriana Tems. Quest'ultima ha raccontato il significato e il processo creativo del brano:

## Promozione
Il 26 ottobre 2022 la casa di produzione cinematografica Marvel Studios ha pubblicato attraverso i propri ufficiali su differenti social network un breve filmato in cui il titolo del film Wakanda Forever sfumava nel corso del filmato, portando in evidenza la lettera R in centro al video.

## Accoglienza
In una recensione per Pitchfork, Dylan Green ha scritto che la canzone «sia sentita ma generica» in riferimento al cordoglio a Boseman, ma allo stesso tempo «perfettamente adatta a una colonna sonora». Green ha descritto la voce della cantante come «maturata, con una lucentezza di mogano brunito» in grado di tenere «a galla la ballata, sostenendo ogni crescendo e nota di angoscia». Anche Shaad D'Souza del The Guardian non è particolarmente colpito dal testo della canzone, scrivendo che è «leggero e francamente anonimo, ben lontano dai testi brillanti, stanchi del mondo e altamente emotivi di Anti», ritenendo che non sia il vero ritorno discografico di Rihanna. Tuttavia, il giornalista apprezza la produzione e i suoni, descrivendoli come «una ballata morbida e ondeggiante costruita intorno a un'incantevole arpa arpeggiante e archi sereni», anche se «c'è poco del peso e della potenza di canzoni di Tems come Free Mind o Damages».

## Video musicale
Il video è stato pubblicato nello stesso giorno di pubblicazione del brano, a distanza di undici ore, sul canale YouTube della cantante. Il video diretto da Autumn Durald (già direttrice della fotografia del film) presenta scene tratte da Black Panther: Wakanda Forever.

## Tracce
Testi e musiche di Robyn Fenty, Temilade Openiyi, Ludwig Göransson, Ryan Coogler e Priscilla Renea.
1. Lift Me Up – 3:16

## Formazione
Musicisti
- Rihanna – voce
- Tems – cori
- Mono Blanco – cori
- Ludwig Göransson – pianoforte

Produzione
- Ludwig Göransson – produzione
- Chris Fogel – ingegneria del suono aggiuntiva
- Jake Jackson – ingegneria del suono aggiuntiva
- Nick Wollage – ingegneria del suono aggiuntiva
- Chris Gehringer – mastering
- Will Quinnell – assistenza al mastering
- Manny Marroquin – missaggio
- Anthony Vilchis – assistenza al missaggio
- Trey Station – assistenza al missaggio
- Zach Pereyra – assistenza al missaggio
- Greg Moffett – assistenza al missaggio, assistenza alla registrazione
- Nathan Miller – assistenza al missaggio
- Marco Carrión – registrazione
- Marcos Tovar – registrazione
- SirBastien – registrazione
- LMBSKN – registrazione
- Frank Rodriguez – registrazione

## Successo commerciale
Nelle principali piattaforme digitali e di streaming, Lift Me Up ha esordito alla prima posizione in 45 nazioni su Apple Music e ha generato 7,6 milioni di stream su Spotify.
Il singolo ha debuttato con quasi otto milioni di stream on demand, 10 000 [download digitali il 28 ottobre 2022 negli Stati Uniti d'America, registrando altri 6,9 milioni di stream e 6 000 download digitali nei due giorni successivi, secondo quanto riportato inizialmente da Luminate Data. Il brano ha fatto aumentare anche il resto del catalogo di Rihanna: i flussi di streaming non legati a Lift Me Up sono passati dai 5,8 milioni di lunedì 24 ottobre 2022 ai 6,8 milioni di giovedì 27 ottobre 2022, per poi ottenere un incremento del 24%, ovvero 8,4 milioni, di venerdì 28 ottobre 2022, con la pubblicazione del nuovo singolo. Lift Me Up ha esordito alla 2ª posizione della Billboard Hot 100 statunitense con 48,1 milioni di ascolti radiofonici, 26,2 milioni di stream e 23.000 download digitali nella prima settimana di commercializzazione, segnando il primo ingresso tra le prime dieci posizioni dopo la collaborazione Wild Thoughts di DJ Khaled del 2017. La canzone è divenuta la 32ª della cantante ad apparire tra le prime dieci posizioni della classifica, oltre che il suo miglior ingresso nella Hot 100 della carriera come artista principale, superando Love the Way You Lie in collaborazione con Eminem del 2010. Il singolo esordisce inoltre al 1º posto nelle classifiche Hot R&B/Hip-Hop Songs e Hot R&B Songs.
Nel Regno Unito, il singolo ha debuttato al terzo posto della Official Singles Chart, segnando la più alta entrata nuova in classifica di quella settimana. Contemporaneamente, è diventato il primo singolo di Rihanna nella prime cinque posizioni in cinque anni e il suo singolo da solista ad esordire nel Regno Unito in un decennio, dopo Diamonds del 2012. Inoltre, è diventato il 31° brano di Rihanna a classificarsi nelle prime dieci posizioni della classifica e il 50° tra le prime quaranta posizioni nel Paese.

## Classifiche

### Classifiche settimanali
| Classifica (2022-23) | Posizione massima |
| -------------------- | ----------------- |
| Australia            | 5                 |
| Austria              | 11                |
| Belgio (Fiandre)     | 13                |
| Belgio (Vallonia)    | 1                 |
| Brasile              | 23                |
| Canada               | 3                 |
| Croazia              | 5                 |
| Danimarca            | 8                 |
| Francia              | 3                 |
| Germania             | 9                 |
| Grecia               | 5                 |
| Irlanda              | 3                 |
| Islanda              | 2                 |
| Italia               | 33                |
| Libano               | 8                 |
| Lituania             | 8                 |
| Lussemburgo          | 4                 |
| Norvegia             | 3                 |
| Nuova Zelanda        | 3                 |
| Paesi Bassi          | 12                |
| Portogallo           | 9                 |
| Regno Unito          | 3                 |
| Repubblica Ceca      | 24                |
| Singapore            | 18                |
| Slovacchia           | 4                 |
| Spagna               | 32                |
| Stati Uniti          | 2                 |
| Sudafrica            | 1                 |
| Svezia               | 11                |
| Svizzera             | 1                 |
| Vietnam              | 18                |
| Ungheria             | 37                |

### Classifiche di fine anno
| Classifica (2022) | Posizione |
| ----------------- | --------- |
| Belgio (Vallonia) | 164       |
| Svizzera          | 80        |
| Classifica (2023) | Posizione |
| Canada            | 59        |
| Francia           | 97        |
| Islanda           | 23        |
| Stati Uniti       | 63        |
| Svizzera          | 90        |

## Riconoscimenti
- Black Reel Awards[73]
  - 2023 – Miglior canzone originale

- Critics' Choice Awards[74]
  - 2023 – Candidatura alla miglior canzone

- Georgia Film Critics Association Awards[75]
  - 2023 – Candidatura alla miglior canzone originale

- Golden Globe[76]
  - 2023 – Candidatura alla miglior canzone originale

- Hollywood in Music Media Awards[77]
  - 2022 – Miglior canzone per un lungometraggio

- NAACP Image Award[78]
  - 2023 – Candidatura alla miglior canzone R&B/Soul
  - 2023 – Miglior video musicale/progetto audiovisivo

- Phoenix Film Critics Society Awards
  - 2022 – Miglior canzone originale

- Premio Oscar[12]
  - 2023 – Candidatura alla miglior canzone

- Satellite Award[79]
  - 2023 – Candidatura alla miglior canzone originale

- Society of Composers & Lyricists[80]
  - 2023 – Candidatura alla miglior canzone originale per una produzione drammatica o documentaria